# Yusuf Dadoo

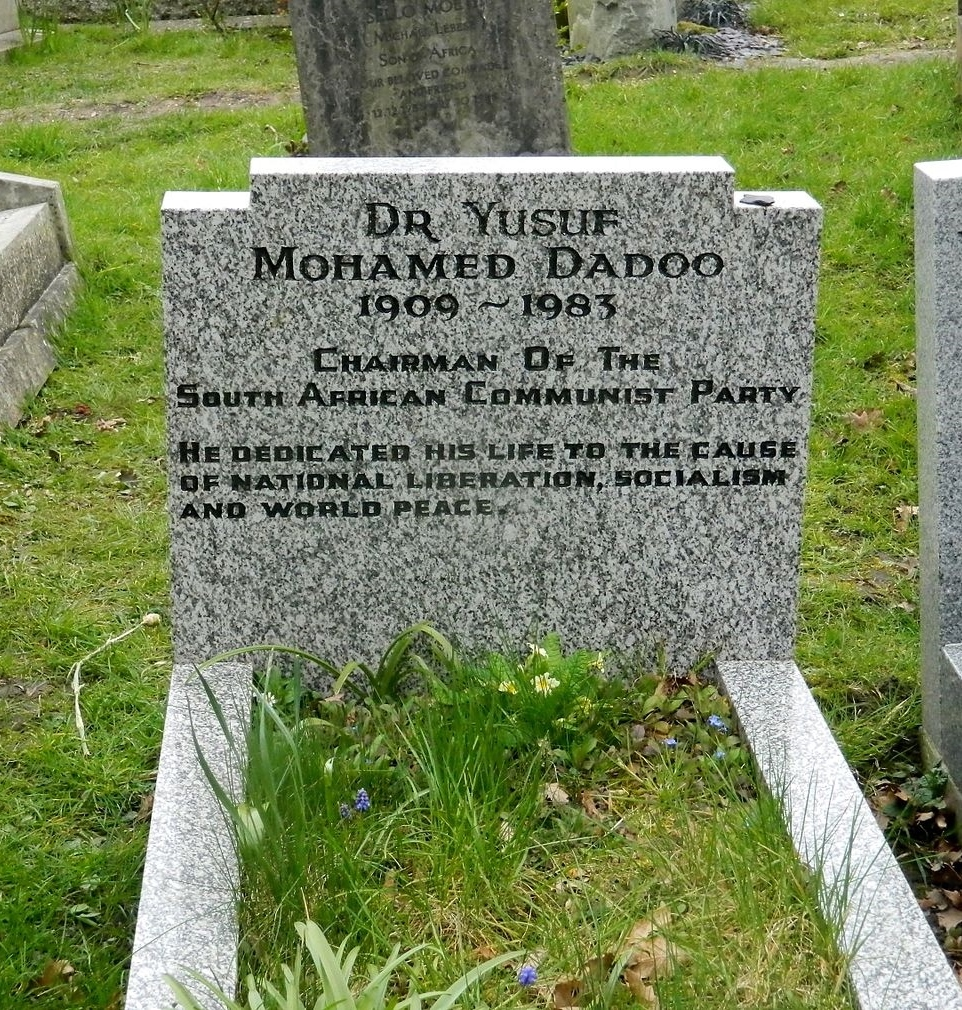
Grab von Yusuf Dadoo auf dem Highgate East Cemetery in London

Yusuf Mohamed Dadoo (geboren 5. September 1909 in Krugersdorp; gestorben 19. September 1983 in London) war ein südafrikanischer Politiker indischer Abstammung. Er war ein führendes Mitglied der Südafrikanischen Kommunistischen Partei (SACP).

## Leben

### Herkunft und Hintergrund
Yusuf Dadoos Eltern Mohamed und Amina Dadoo wurden in der indischen Kleinstadt Kolwad nahe der Stadt Surat geboren. Mohamed Dadoo wanderte 1896 nach Südafrika aus. Er war wie fast alle indischstämmigen Einwanderer in Südafrika Angehöriger der Arbeiterklasse. Mahatma Gandhi gelang es kurz darauf, durch Aktionen des passiven Widerstands, die indischstämmige Arbeiterschaft Südafrikas zu vereinen. Der Indian Congress trat in der Folge als Vertretung der Inder und Gegner der Unterdrückung aller Nicht-Weißen in Südafrika auf.
Yusuf Dadoo verbrachte den letzten Teil seiner Schulausbildung im indischen Aligarh Muslim College. Er zog 1929 nach London, um ein Medizinstudium aufzunehmen. Wegen einer Demonstration gegen die Simons Commission wurde er jedoch festgenommen. Er setzte seine Studien daraufhin in Edinburgh fort. Dort begann er, sich mit den Lehren des Marxismus zu beschäftigen.

### Politische Aktivitäten in Südafrika
1936 kehrte Dadoo nach Südafrika zurück. 1939 wurde Dadoo der wichtigste Vertreter des Transvaal Indian Congress (TIC), der ein Teil des South African Indian Congress (SAIC) war. Zu den Kundgebungen kamen bis zu 6.000 der damals rund 25.000 Indischstämmigen in Transvaal.
Bereits 1938 hatte Dadoo die Non-European United Front mitgegründet. Dadoo war erster Sekretär dieser für die Rechte aller Nicht-Weißen kämpfenden Organisation. In der Folge wurde Dadoo auch bei der schwarzen Bevölkerung populär.
Ebenfalls 1939 wurde Dadoo Mitglied der Communist Party of South Africa (CPSA, später SACP). 1940 wurde Dadoo festgenommen, weil er sich gegen die Teilnahme unterdrückter Südafrikaner im Zweiten Weltkrieg ausgesprochen hatte, aber gegen Zahlung einer Geldstrafe freigelassen. 1941 wurde er in das Zentralkomitee der CPSA gewählt. Im selben Jahr wurde er dann für längere Zeit in Boksburg inhaftiert.
In den zwei Folgejahren gab es weitere Aktionen des passiven Widerstands gegen die Regierung. In dieser Zeit wurde Dadoo zwei Mal inhaftiert. 1946 wurde Dadoo Vorsitzender des TIC und führte einen Streik von über 100.000 meist schwarzen Minenarbeitern an. 1947 bereiste Dadoo Indien und traf dort unter anderem auf Mahatma Gandhi. Yusuf Dadoo wurde 1950 zum Präsidenten des SAIC gewählt. Im selben Jahr sollte die Kommunistische Partei Südafrikas durch die 1948 gewählte Regierung der National Party unter Jan Smuts verboten werden. Sie löste sich daher auf, um im Untergrund weiterarbeiten zu können. Bei einem geheimen Kongress, bei dem der Name in SACP geändert wurde, wurde Dadoo 1953 in das Zentralkomitee der Partei gewählt. Zusammen mit Walter Sisulu vom African National Congress (ANC) und weiteren Politikern plante Dadoo die Defiance Campaign, deutsch etwa: „Missachtungskampagne“, um gegen die rigiden Gesetze der Apartheidsregierung zu protestieren. Dadoo wurde gebannt und musste erneut mehrfach ins Gefängnis.
1955 wurden Dadoo, Trevor Huddleston und Albert Luthuli auf dem „Volkskongress“ unter Leitung des ANC in Kliptown als erste drei Personen mit der höchsten Würdigung des ANC, dem Titel Isitwalandwe, ausgezeichnet, deutsch etwa „der den Federschmuck eines seltenen Vogels trägt“. Er konnte wie Luthuli wegen seines Bannes nicht an der Verleihung teilnehmen. Ab 1956 war er einer der Angeklagten im Treason Trial, wurde aber wie alle anderen Angeklagten freigesprochen.

### Zeit im Exil
1960 war Yusuf Dadoo an der Gründung der Untergrundarmee Umkhonto we Sizwe beteiligt. Zugleich wurde die Existenz der SACP öffentlich gemacht. Um effektiver agieren zu können, beschlossen SACP und SAIC, dass Dadoo ins Exil nach London gehen sollte. Seine Aufgabe dort war es, andere Kräfte im Kampf gegen die südafrikanische Regierung einzubinden. So reiste er in die Sowjetunion und zahlreiche andere Staaten. Er nahm 1961 als Mitglied der ANC-Delegation an der dritten und letzten All-African Peoples’ Conference in Kairo teil, wo der ANC zu Sanktionen gegen Südafrika aufrief. 1969 nahm er an der Morogoro-Konferenz in Tansania teil. Dort wurde Dadoo zum Vizepräsidenten des Revolutionary Council gewählt, deutsch: „Revolutionsrat“. Dessen Aufgabe war die Unterstützung von ANC und Umkhonto we Sizwe.
1972 wurde Dadoo als Nachfolger des verstorbenen J. B. Marks zum Vorsitzenden der SACP gewählt. Er übte dieses Amt bis zu seinem Tod im September aus. Er wurde nur wenige Meter vom Grab Karl Marx’ auf dem Highgate East Cemetery beerdigt.

## Spitznamen
Dadoos Spitznamen waren Doc („Arzt“) und Mota (Gujarati für „der Hochgeschätzte“).

## Ehrungen
- 1955 würdigte der ANC sein Engagement in der Defiance Campaign mit der Auszeichnung Isitwalandwe.
- Das Krankenhaus in Dadoos Geburtsstadt Krugersdorp wurde nach dem Ende der Apartheid Yusuf Dadoo Hospital genannt.
- Dadoo erhielt 1999 postum den südafrikanischen Order for Meritorious Service in Gold.[3]